# Cerkiew św. Jana Chrzciciela w Jarosławiu
Cerkiew św. Jana Chrzciciela – cerkiew prawosławna w Jarosławiu, w dzielnicy Tołczkowo. Uważana za przykład szczytowego okresu rozkwitu architektury i malarstwa siedemnastowiecznego Jarosławia.
Budynek został wzniesiony w latach 1671–1687 z ofiar zebranych przez członków parafii w Tołczkowie. W porównaniu ze starszymi kanonami architektury cerkiewnej jej architektura zawiera szereg modyfikacji: boczne nawy wznoszą się na tę samą wysokość, co główna, ponadto każda z nich zwieńczona jest pięcioma cebulastymi kopułami zgrupowanymi wokół centralnej (łącznie piętnaście kopuł w całej świątyni). Głównym zewnętrznym materiałem zdobniczym jest glazurowana cegła, z której wykonano również wewnętrzne portale. We wnętrzu budynku znajduje się zespół fresków wykonanych w latach 1694–1695 i 1700 przez zespół artystów na czele z Dmitrijem Plechanowem i Fiodorem Ignatiewem. Freski te ukazują sceny ze Starego i Nowego Testamentu, jak również sceny nawiązujące do staroruskiej legend i podań o świętych (np. postacie mnichów z Pateryku Kijowsko-Pieczerskiego, sceny z legendy o Tołgskiej Ikonie Matki Bożej). Na przełomie XVII i XVIII w. wzniesiono również dzwonnicę.
W latach 1901–1903 dokonano odnowy dekoracji malarskiej cerkwi oraz ponownie pomalowano drzwi i części okien.
W latach 50. miała miejsce generalna restauracja świątyni. Prace renowacyjne prowadzone są również współcześnie. Obiekt obok cerkwi św. Eliasza, Narodzenia Pańskiego, Objawienia Pańskiego i św. Mikołaja Nadieina jest udostępniany do zwiedzania w ramach Jarosławskiego Muzeum-Rezerwatu Architektury, Historii i Sztuki.